# Université de Tottori
L'Université de Tottori (鳥取大学, Tottori daigaku, couramment abrégée en Toridai, 鳥大) est une université nationale japonaise, située à Tottori dans la préfecture de Tottori.

## Composantes
L'université est structurée en facultés de 1er cycle (学部, gakubu), qui ont la charge des étudiants de 1er cycle universitaire, et en facultés de cycles supérieurs (研究科, kenkyūka), qui ont la charge des étudiants de 2e et 3e cycle universitaire.

### Facultés de1ercycle
L'université compte 4 facultés de 1er cycle (学部, gakubu).
- Faculté d'études régionales
- Faculté de médecine
- Faculté d'ingénierie
- Faculté d'agriculture

### Facultés de cycles supérieur
L'université compte 5 facultés de cycles supérieurs (研究科, kenkyūka).
- Faculté d'études régionales
- Faculté de médecine
- Faculté d'ingénierie
- Faculté d'agriculture
- Faculté d'agriculture en commun avec l'Université de Shimane et l'Université de Yamaguchi[2]

## Personnalités liées

### Anciens étudiants
- Toshikatsu Matsuoka, ministre de l'agriculture du Japon
- Iwamura Noboru, professeur de médecine japonais, survivant de la bombe d'Hiroshima
- Yamashita Sachiko, vice-championne du monde du marathon en 1991